# Xamiatus ilara
Xamiatus ilara là một loài nhện trong họ Nemesiidae.
Xamiatus ilara được miêu tả năm 1982 bởi Raven.